# Brattingsborg
Brattingsborg, ett i danska folkvisor förekommande namn på en mytisk borg.
Namnet är kanske en variant av Birtingsborg, som nämns i folkvisor om Didrik av Bern, jämte Birtingskov. Senare förlades detta ställe till Samsø eller trakten kring Viborg. På Samsø har länsgreve Danneskjold-Samsøe 1870 byggt ett herresäte med namnet Brattingsborg, som nu är grevskapets huvudgård. 
Det skånska Brattingsborg (i närheten av Bäckaskog) sjönk, enligt sägnen, i havet, till straff för de brott, som begåtts inom detsamma; de penningar, som förvarats därinom, kastades sedan upp på stranden vid Ivö, men ärkebiskop Anders Sunesen förvandlade dem till stenar, för att de icke skulle missbrukas. Ett slags små runda fossil efter armfotingar (numulus brattenburgensis), som uppkastas på Ivös strand, kallas ännu i dag Brattingsborgspenningar.